# Луций Хостилий Манцин
Луций Хостилий Манцин (на латински: Lucius Hostilius Mancinus) e политик на Римската република през 2 век пр.н.е.
През 148 пр.н.е. е легат на консула Луций Калпурний Пизон Цезонин и се бие против картагенците в Tретата пуническа война. През 145 пр.н.е. е избран за консул заедно с Квинт Фабий Максим Емилиан.